# Бимхёйс
Бимхёйс (Бимхаус, нидерл. Bimhuis) — концертный зал джазовой и импровизационной музыки в Амстердаме. Располагается в здании концертного зала на реке Эй (нидерл. Muziekgebouw aan 't IJ) и фактически соседствует с ним.
В среднем в Нидерландах 150 джазовых концертов в год проходит в стенах зала Bimhuis. В 2017 году здесь также проходил 17-й фестиваль Sonic Acts Festival.
Bimhuis был основан в 1973 году и открыт 1 октября 1974 года. До лета 2004 года он располагался по адресу Oude Schans 73–77 в центре города. С января 2005 года он расположен в новом здании по адресу Piet Heinkade 3 на южном берегу реки Эй.

## Внешние ссылки
- Веб-сайт Bimhuis